# Eukiefferiella ikiopeus
Eukiefferiella ikiopeus är en tvåvingeart som beskrevs av Sasa och Suzuki 1999. Eukiefferiella ikiopeus ingår i släktet Eukiefferiella och familjen fjädermyggor. Inga underarter finns listade i Catalogue of Life.